# 呉賢弼
呉 賢弼（朝鮮語: 오현필）は、高麗の将軍であり、朝鮮氏族の宝城呉氏の始祖である。
新羅智証王代に中国から新羅に渡来した呉瞻の24代子孫である。呉賢弼は、高麗で兵部尚書を務めた呉守權の三男であり、1216年に契丹を撃退した功績から宝城君に封じられた。